# جزایر بیرونی پوهنپئی
جزایر بیرونی پوهنپئی یکی از دو بخش ایالت پوهنپئی در جزایر کارولین در کشور ایالات فدرال میکرونزی است. جمعیت آن در سال ۲۰۰۸، ۲,۱۲۴ نفر بود.

## منطقه‌های شهرداری
از بر پایه قوانین ایالت پوهنپئی، جزایر بیرونی پوهنپئی، منطقه‌های شهرداری زیر را در بر می‌گیرد: (جمعیت‌ها در سال ۲۰۰۸ هستند.)
- کاپینامارنگی (۴۶۹ نفر)
- موکیل (۱۴۷ نفر)
- نوکوئورو (۳۷۵ نفر)
- پینگلاپ (۳۶۰ نفر)
- ساپووآفیک (۶۸۲ نفر)
- جزیره اورولوک (۱۰ نفر)